# Berthold Damcke

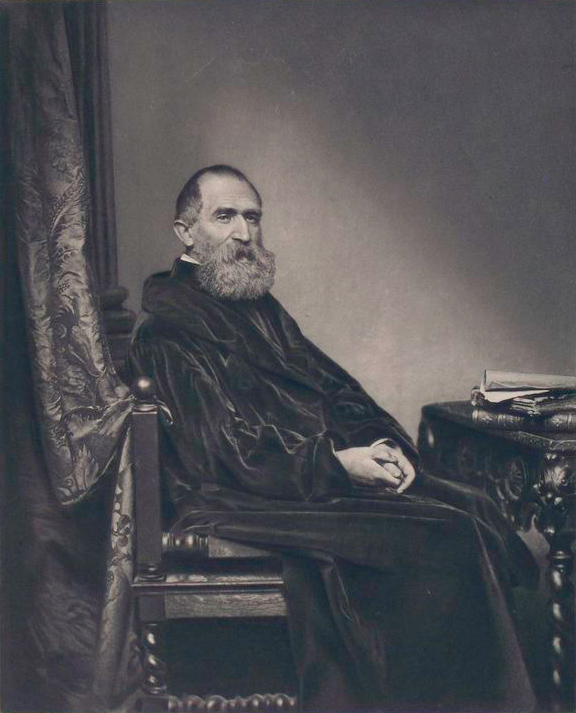
Berthold Damcke;
nach einer Fotografie von Pierre Petit gestochen von P. Dujardin

Berthold Damcke (* 6. Februar 1812 in Hannover; † 15. Februar 1875 in Paris) war ein deutscher Komponist, Pianist, Dirigent, Musikpädagoge und -kritiker sowie Zeitungskorrespondent.

## Leben
Berthold Damcke wurde noch in der sogenannten „Franzosenzeit“ in Hannover geboren. Er studierte zunächst Theologie und später Musik in Frankfurt am Main als Schüler von Aloys Schmitt – der 1826 in Hannover zum Hoforganisten und Kammermusikus des Herzogs Adolph von Cambridge ernannt worden war – sowie von Ferdinand Ries. 1834 trat Damcke in seiner Heimatstadt „[…] vermutlich kurzzeitig“ als Bratschist in das Königlich Hannoversche Hoforchester ein, das seinerzeit noch im Schlossopernhaus im Ostflügel des Leineschlosses auftrat. Er studierte jedoch weiterhin das Spiel am Piano sowie an der Orgel, komponierte auch erste Chorwerke.
Später siedelte Damcke nach Kreuznach über, wo er den örtlichen Musikverein und die Liedertafel dirigierte und das Oratorium Deborah schrieb. 1837 ging Damcke nach Potsdam, wo er die dortige Philharmonische Gesellschaft dirigierte sowie den Gesangsverein für Opernmusik leitete, mit denen er 1840 sein Weihnachtsoratorium und im Folgejahr 1841 den 23. Psalm sowie ein Ave Maria aufführte. Ebenfalls noch 1841 übernahm Berthold Damcke die Stellung eines Dirigenten in Königsberg, Dort wurde 1845 seine Oper Käthchen von Heilbronn uraufgeführt.

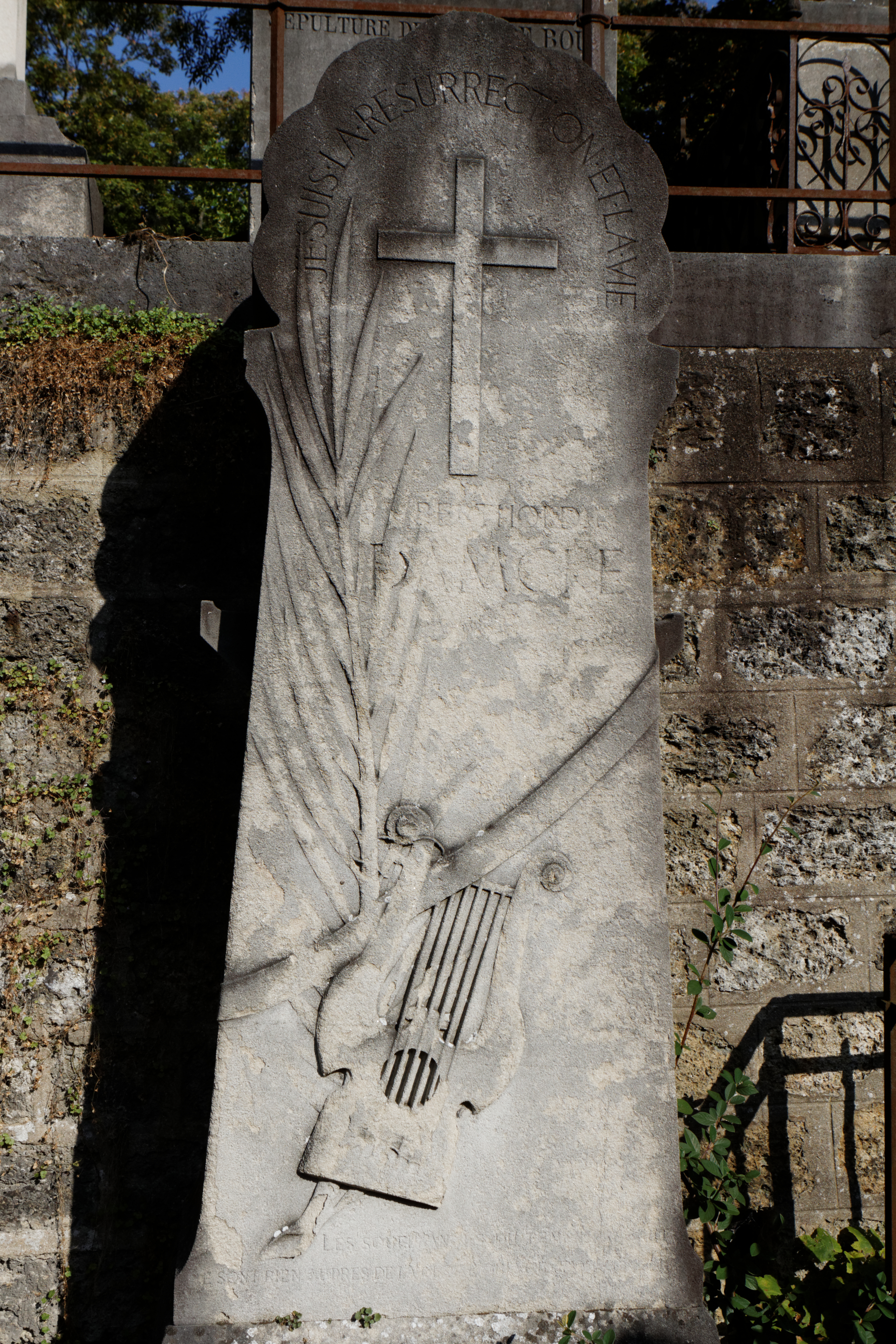
Denkmalgeschützte Grabstele Damckes auf dem Friedhof Père-Lachaise in Paris

1845 ging Damcke als Klavierlehrer nach St. Petersburg, wo er nebenbei eine reiche Tätigkeit als feinsinniger Musikkritiker entfaltete und (unter der Chiffre „24.“) ausführliche Beiträge für die (1727 gegründete) deutschsprachige St. Petersburgische Zeitung verfasste. 1855 übersiedelte er nach Brüssel. Ab 1859 lebte und arbeitete Damcke in Paris, wo er als Korrespondent verschiedener deutscher und russischer Zeitschriften tätig war. Daneben arbeitete er als Lehrer am Conservatoire. Berthold Damcke war mit dem von ihm geförderten Hector Berlioz befreundet, dem er schon 1847 anlässlich von dessen Gastspiel in St. Petersburg begegnet war. In Paris unterrichtete er zudem die spätere Mäzenin Fanny Pelletan, die die von Berlioz angeregte Gesamtausgabe der Werke von Christoph Willibald Gluck konzeptionell entwickelte und deren erste drei Bände vorlegte, an denen Damcke mitarbeitete.

## Schriften
- Felix Mendelssohn Bartholdy : biographische Skizze aus der Sankt-Petersburger Zeitung 1855/56, herausgegeben von Wolfgang Dinglinger, Hannover : Wehrhahn Verlag, 2021, ISBN 978-3-86525-898-4